# David Dixon Porter

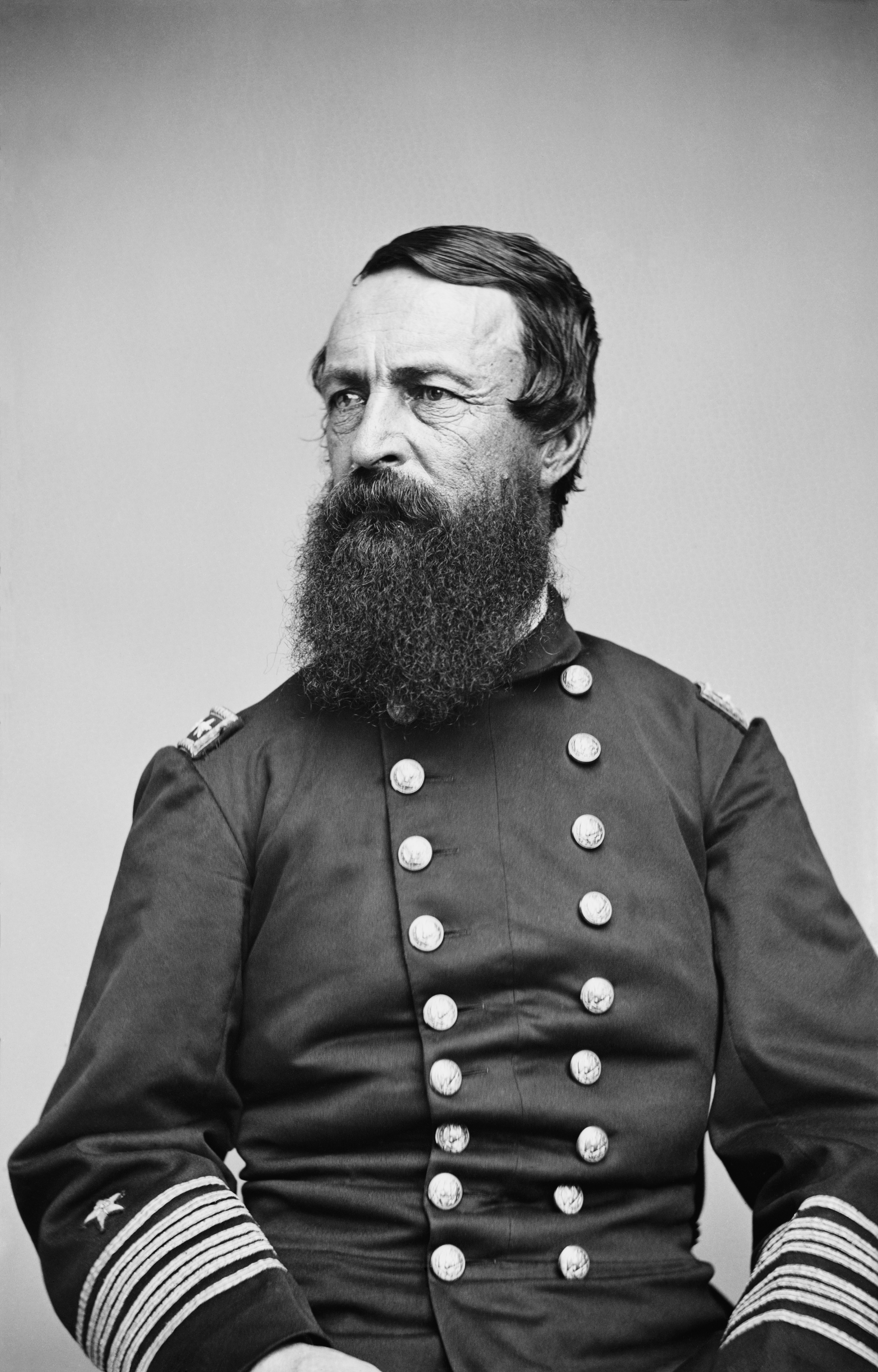
David Dixon Porter.

David Dixon Porter, född den 8 juni 1813 i Chester, Pennsylvania, död den 13 februari 1891 i Washington, D.C., var en amerikansk amiral. Han var son till David Porter.
Porter deltog 1823-1824 i faderns västindiska expedition, tjänstgjorde 1826-28 i mexikanska flottan och inträdde 1829 i amerikanska flottans tjänst. År 1841 blev han löjtnant, utmärkte sig 1847 under kriget mot Mexiko vid bombarderingen av Veracruz och var under inbördeskriget 1861-1865 nordstaternas näst sin fosterbror David Farragut främste sjökrigare. Under Farragut deltog Porter i expeditionen till New Orleans 1862, varunder han verksamt bombarderade 
Fort Jackson (24 april) och Vicksburgforten (28 juni). För sin andel i Vicksburgs erövring 1863 och Mississippiflodens öppnande erhöll han tacksägelse av kongressen och konteramirals rang. Han erövrade (januari 1865), i samverkan med general Terry, Fort Fisher i Nord-Carolina, var 1865-69 superintendent för sjökrigsskolan i Annapolis, blev 1866 viceamiral och 1870 amiral. Utom sin biografi över fadern, Memoir of commodore David Porter (1875), skrev Porter bland annat Incidents and anecdotes of the civil war (1885) och History of the navy during the war of the rebellion (1887). 